# Crosses
Crosses é uma comuna francesa na região administrativa do Centro, no departamento Cher. Estende-se por uma área de 27,18 km². Em 2010 a comuna tinha 399 habitantes (densidade: 14,7 hab./km²).